# Acueducto Inferior

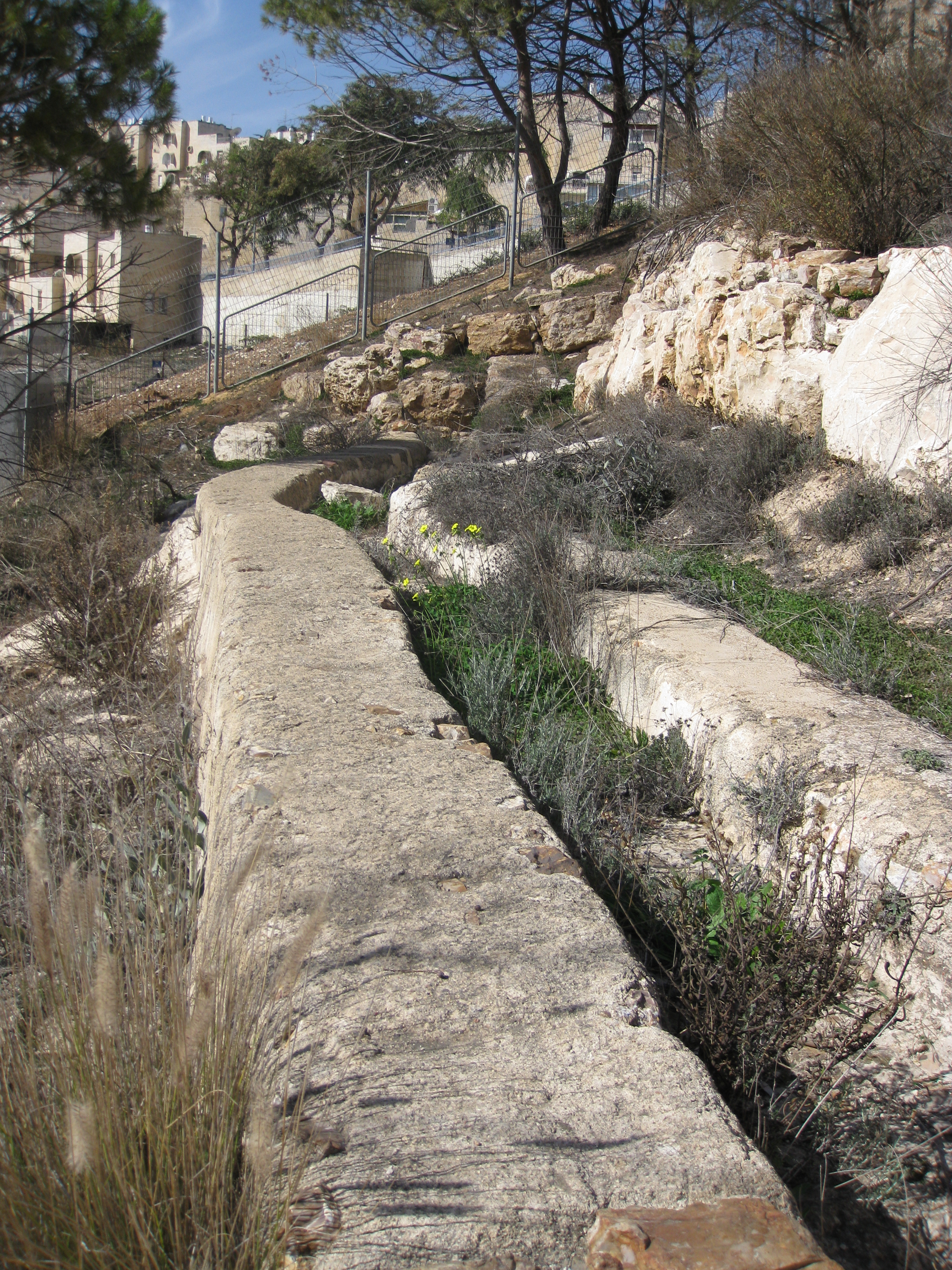
Restos del Acueducto Inferior en el barrio Armón Hanatziv en Jerusalén.

El Acueducto Inferior, también llamado Acueducto Hasmoneo, es un acueducto del período hasmoneo, de 21 km (kilómetros) de largo, que llevaba agua desde las Piscinas de Salomón, cerca de a Belén, hasta el Monte del Templo en Jerusalén. Se lo denomina Acueducto Inferior para diferenciarlo del Acueducto Superior, construido más tarde, en el periodo romano, que también llevaba agua a Jerusalén partiendo desde de la misma zona, pero en una línea topográficamente más elevada. Los dos acueductos juntos abastecían a Jerusalén de aproximadamente un millón de metros cúbicos de agua por año. El Acueducto Inferior funcionó al máximo hasta fines del período del Segundo Templo. A partir de la destrucción de Jerusalén en el año 70 d. C., varias veces fue abandonado, parcialmente restaurado y vuelto a utilizar. Fue utilizado por última vez durante el Mandato británico, a fines de los años 20 del siglo pasado.

## Recorrido
El acueducto salía de la más baja de las tres Piscinas de Salomón y llegaba hasta el Monte del Templo. La distancia a vuelo de pájaro es de 10 km (kilómetros), pero no era posible trazar la ruta del acueducto en línea recta, a causa de las colinas y valles que se interponen en el camino. En la práctica el acueducto serpenteaba durante más de 20 km. La diferencia de altura entre el punto de partida (765 metros) y el de llegada (735 metros) es de sólo 30 metros. Para bajar gradualmente sólo 30 metros en un recorrido de 21 km, la inclinación del acueducto era ínfima, y no se puede percibir a simple vista. Para evitar alargar aun más el acueducto, fueron construidos dos túneles que atravesaban en línea recta los dos principales obstáculos topográficos: las Colinas de Belén y la Colina Armón Hanatziv. El recorrido continuaba por el actual barrio de Abu Tor, pasaba por la Piscina del Sultán, rodeaba el Monte Sion, llegaba a la zona de la actual Puerta de la Basura y el actual Barrio Judío de Jerusalén Antigua. El último obstáculo era el Valle del Tiropeón que se interponía entre el Barrio Judío y el Monte del Templo. La mayoría de los historiadores coinciden en que atravesaba el valle por el Puente de Wilson, que conducía al Templo de Jerusalén.

## Datación
En la actualidad, se estima que el acueducto fue construido durante el periodo hasmoneo (167 al 63 a. C.), pero no es posible determinarlo con total certeza, ya que no se conservan fuentes históricas ni inscripciones epigráficas que lo confirmen. Los restos de monedas, cerámica y yeso parecen indicar que efectivamente es de dicho período, pero no hay pruebas concluyentes. Es posible que haya sido construido por Juan Hircano I (134 al 103 a. C.) o Alejandro Janneo (103 al 76 a. C.), considerados como grandes constructores que erigieron palacios, fortalezas y otros acueductos.
Anteriormente, varios historiadores sugirieron posibles constructores posteriores a la dinastía hasmonea. Conrad Schick y Michael Avi-Yonah, entre otros, consideraron que era del reinado de Herodes el Grande (37 al 4 a. C.). En cambio, Claude Reignier Conder lo atribuyó al tiempo de Poncio Pilato (26 al 36 d. C.). Dichas teorías fueron descartadas en los años 70.

## Uso
El objetivo original del Acueducto Inferior era abastecer de agua a Jerusalén y al Templo de Jerusalén específicamente. Fue destruido durante la Gran Rebelión de los judíos contra Roma (66 al 70 d. C.). Restaurado por primera vez durante el Período Bizantino, posiblemente en el siglo VI por Justiniano I, para abastecer de agua a la Iglesia Nea, una enorme iglesia entre cuyos restos se han encontrado grandes depósitos de agua. La Nea estaba ubicada en la zona del actual Barrio Judío, el Acueducto Inferior no fluía desde allí hacia el Monte del Templo como antes, no había necesidad puesto que el área del Templo permanecía en ruinas.
Durante el califato omeya (siglos VII y VIII), fue restaurada otra vez, para volver a llevar agua hacia el Monte del Templo, donde a partir de entonces se encontraban las mezquitas, y a los palacios construidos al sur de las mismas, donde hoy está el Parque Arqueológico Davidson.
En el siglo XVI, los otomanos colocaron tubos de cerámica que en algunas partes aprovechaban el Acueducto Inferior, por ejemplo a través del Túnel de Armón Hanatziv. El Sultán Suleimán el Magnífico mandó construir varias fuentes de agua públicas que recibían agua del acueducto. Los otomanos volvieron a realizar extensas reparaciones hacia fines del siglo XIX y reemplazaron la vieja tubería de cerámica por modernos caños de hierro. La intención era reinaugurar el acueducto en honor a la visita del Emperador de Alemania, Guillermo II, que llegó a Jerusalén en 1898, pero en la práctica los trabajos terminaron unos años después, en 1902.
Los británicos fueron los últimos en utilizar el Acueducto Inferior, tras restaurarlo nuevamente en 1924. Pero más tarde construyeron un acueducto moderno que sale de los Manantiales de Rosh HaAin, en la zona de la Costa Mediterránea, es decir desde otro punto de partida y siguiendo un recorrido completamente distinto. Como consecuencia, el acueducto antiguo quedó obsoleto y cayó en desuso.